# Literatura hebrajska

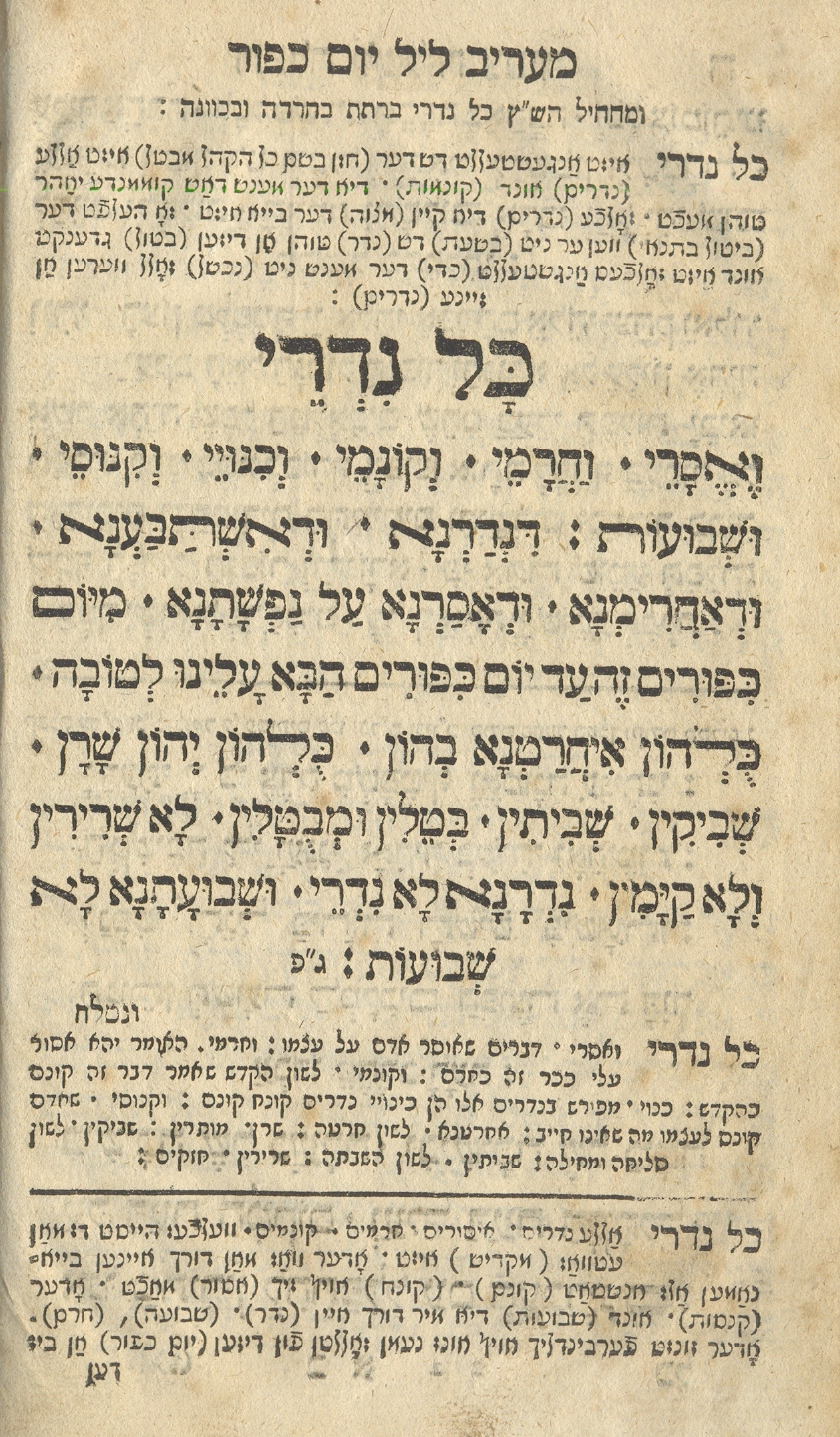
Tekst modlitwy Kol nidrej („Wszystkie przyrzeczenia”) – przykład hebrajskiej literatury religijnej

Literatura hebrajska – literatura żydowska w języku hebrajskim.

## Historia
Narodziny literatury hebrajskiej wiążą się ze starożytnym Izraelem. Wtedy to, na przestrzeni kilku wieków, powstało – najpierw w formie przekazów ustnych, potem skodyfikowane – znaczące dzieło literatury starohebrajskiej, jakim jest Biblia hebrajska (w kręgu kultury chrześcijańskiej określana mianem Starego Testamentu).
W okresie diaspory Żydzi adaptowali na swój użytek języki narodowe społeczności, w których przebywali. Język hebrajski przestał się rozwijać w swojej formie potocznej, pisano w nim jedynie poezję liturgiczną, traktaty religijne itp. Dopiero w XIX wieku, m.in. dzięki działalności Eliezera ben Jehudy, nastąpiła rewernakularyzacja języka hebrajskiego. Pojawiły się pierwsze hebrajskojęzyczne gazety, zaczęły powstawać nowoczesne dzieła literackie. W XX wieku literatura hebrajska rozwijała się już głównie na terenie Palestyny, a po utworzeniu Państwa Izraela stała się niemal tożsama z literaturą izraelską.

## Hebrajscy pisarze
Pierwsi nowożytni pisarze hebrajscy tworzyli również w języku jidysz. Byli to m.in.: Szolem Alejchem, Icchok Lejb Perec, Mendele Mojcher Sforim. Jednym z najważniejszych dzieł literatury żydowskiego oświecenia, czyli haskali, była Ahawat Cijon („Miłość Syjonu”) Abrahama Mapu. W pierwszych dekadach XX wieku szczególnie zaznaczyła się twórczość Chaima Nachmana Bialika, Saula Czernichowskiego, Achada Ha-Ama, Josefa Chaima Brennera, Michy Josefa Berdyczewskiego. Do wybitnych współczesnych twórców literatury hebrajskiej zaliczyć można m.in. Natana Altermana, Amosa Oza, Ephraima Kishona, Samuela Agnona (laureat literackiej nagrody Nobla w 1966), Aharona Appelfelda, Uriego Nissana Gnessina, Leę Goldberg, Rachel, Jorama Kaniuka, Hanocha Levina, Jehudę Amichaja.

## Zbiory literatury hebrajskiej
Duży zbiór tekstów literatury hebrajskiej zgromadził internetowy Projekt ben Jehuda. Zbiór ten zawiera utwory literatury pięknej, eseje i artykuły, których publikacja nie jest ograniczona prawami autorskimi. W związku z powyższym, w ramach Projektu ben Jehuda nie publikuje się utworów najnowszych.